# Беле воде (извор)
Беле воде или извор Светог Јована Крститеља је назив за извор лековите воде који се налази на Мокрој Гори, који је случајно откривен 1994. године, после изливања реке Камешине. На извору се налази новоизграђена црква посвећеној Светом Јовану Крститељу, на темељима некадашње цркве коју је подигао неки Дубровчанин у знак захвалности.

## Легенда о извору
Када се у источном делу кланца реке Камешине појавио бели извор, поново су оживела предања о Римској вароши салији, у којој су се овом водом од чуме и болештина лечили невољници и која после једне неизлечиве куге и помора доби име Кара салија-црна варош и о женама нероткињама. У легенду се уметнула и прича о дубровачком трговцу, који у знак захвалности што му жена нероткиња добила близанце, подигао цркву-захвалницу, као и ко зна кад започети Ивандањски походи верника и невољника који трају и до данас, јер је на тај дан вода најлековитија, и још много, много тога сачуваног у запамћеним причама.

## Лековита својства
Према књизи „Лековите воде у комплексу Музејско-туристичке железнице Шарганска осмица” аутора професора др Ратомира Тишме, признатог балнеолога, лековите мокрогорске воде спадају у веома ретке у свету високоалкалне воде, највећег алкалитета у Србији.
На основу физичко-хемијске анализе, установљено је да припада групи у свету веома ретких вода. То је високо алкална вода, са ПХ вредношћу од 11,75, ниска минерализација и температура од 18 степени. Ове воде се могу користити код: запаљења желудачне слузнице, гастритиса, повећане желудачне киселине, код чира на желуцу и на дванаестопалачном цреву. Помажу варење, добре су за испирање слузнице носа, код запаљења очних капака-зато је народ и прогласио за „очну воду”. Ове воде су првенствено намењене за уживање, одмор и рекреацију младих и средовечних људи, као и за превенцију и здравствени туризам оних са реуматским, неуролошким, гинеколошким и кожним обољењима.
Поред лековог извора уређени су и одговарајући простори: Музеј добара техничке културе на отвореном, који поред железнички возила садржи и низ грађевинских машина на парни погон, као и „Клуб завичајног удружења Мокрогораца”.